# Klaus Schenkel (Segler)
Klaus Schenkel (* 17. September 1939) ist ein deutscher Segler.

## Werdegang
Schenkels sportliche Heimat ist die Seglervereinigung 1903 Berlin. 1970 wurde er in der O-Jolle Europameister.
Neben seiner sportlichen Tätigkeit war er in seinem Verein ab den 1960er Jahren als Jugend- und Sportwart tätig. Ab 1992 war er dessen Vorsitzender, bis er von Martin Heine abgelöst wurde. Unter seinem Vorsitz erhöhte sich die Mitgliederzahl auf 365. Als Wettfahrtobmann im Segelbezirk Wannsee leitete über 40 Jahre hinweg zahlreiche Deutsche Meisterschaften und Europacups.
Schenkel wurde nach seiner Vorstandstätigkeit zum Commodore des Vereins ernannt.

## Ehrungen
- 2012: Verdienstkreuz am Bande der Bundesrepublik Deutschland